# Hatzalah
Hatzalah o Hatzolah (en hebreo: הצלה) es una organización voluntaria de Servicio Médico de Emergencia (EMS) que atiende las necesidades de algunas de las comunidades judías del Mundo. Aunque sus secciones locales, funcionan de una manera independiente, la mayor parte de ellas comparten el mismo nombre.  
La palabra Hatzalah, se puede escribir de varias maneras: Hazalah, Hatzolah, Hatzoloh, Hatzalah o Hatzola. Esta organización, también es conocida como Chevra Hatzalah, dos palabras que se pueden traducir como "Compañía de Rescate" o "Grupo de Rescatadores". 

## Hatzalah en Israel
En el estado de Israel, hay dos organizaciones Hatzalah que operan a nivel nacional, una de ellas es United Hatzalah (en hebreo: איחוד הצלה, Ichud Hatzalah), la otra se llama Tzevet Hatzalah (en hebreo: צוות הצלה). 
Aunque United Hatzalah es una organización de mayor tamaño que Tzevet Hatzalah, conviene señalar que los voluntarios de United Hatzalah, ofrecen al paciente los primeros auxilios que este necesita en el mismo lugar de los hechos, por otra parte, los voluntarios de Tzevet Hatzalah, están capacitados para proporcionar un servicio de transporte médico de emergencia, para ello utilizan las ambulancias de la organización Maguén David Adom, (la Estrella de David Roja).

## Hatzalah en Nueva York
La primera organización de emergencias médicas Hatzalah, fue fundada en el barrio de Williamsburg, en el borough de Brooklyn, en la ciudad de Nueva York, en los Estados Unidos, por el rabino Hershel Weber, a finales de los años sesenta del siglo XX, para ofrecer un servicio de emergencias médicas a los miembros de su comunidad, que estaba formada principalmente por judíos ortodoxos hablantes del yidis. La idea se extendió a otros barrios judíos ortodoxos en el área de la ciudad de Nueva York, y finalmente, a otras regiones, países y continentes. Se cree que Hatzalah es el servicio voluntario de ambulancias más grande de los Estados Unidos. 
La organización Chevra Hatzalah de Nueva York tiene aproximadamente a 1.000 voluntarios y paramédicos, que atienden más de 70.000 llamadas al año. Los voluntarios, a menudo usan sus propios vehículos, también disponen de un parque móvil con más de 90 ambulancias.

## Hatzalah en México
Chevra Hatzalah México. La sucursal es dirigida por la comunidad Siria-Sefardí y actualmente bajo la presidencia del Sr. Manuel Sacal. De los primeros voluntarios y fundadores todavía siguen activos dos de ellos: Dr. Jaime Cohen y Moisés Hilu. Cuenta con más de 90 voluntarios de tiempo completo, nueve ambulancias y seis locales (cinco bases y un cuartel general). También dispone de un helicóptero de transporte aéreo. 
Todos los paramédicos son voluntarios de emergencias y están preparados para intervenir de inmediato, cuando sea necesario, algunos de ellos poseen certificados médicos y son expertos en primeros auxilios y en responder a situaciones de emergencia, algunos de ellos han trabajado en hospitales mexicanos y en centros de salud. Los voluntarios tienen experiencia en traumatología y en medicina interna, y han sido entrenados en la conducción y en el manejo de ambulancias por la Cruz Roja Mexicana. 
La sección mexicana de Hatzalah, sirve en las zonas del país donde habita la mayor parte de la población judía, entre ellas cabe señalar a  Tecamachalco, Polanco, Bosques, Interlomas, y la ciudad turística vacacional de Cuernavaca. Hatzalah en México, cuenta asimismo con bases operativas a tiempo completo en tres áreas de población y su cuartel general se encuentra en Tecamachalco, una zona residencial del Estado de México.

## Hatzalah en el Mundo
La organización Hatzalah, actualmente funciona en los siguientes países: Argentina, Australia, Austria, Bélgica, Brasil, Canadá, Chile, Israel, México, Panamá, Rusia, Sudáfrica, Suiza, Reino Unido, Ucrania, Venezuela y en 8 Estados de los Estados Unidos: California, Connecticut, Florida, Illinois, Maryland, Nueva Jersey, Nueva York y Pensilvania.